# Ascorhynchus bacescui
Ascorhynchus bacescui är en havsspindelart som beskrevs av Stock, J.H. 1975. Ascorhynchus bacescui ingår i släktet Ascorhynchus och familjen Ammotheidae. Inga underarter finns listade i Catalogue of Life.